# Punta del Boquerón
La punta del Boquerón es un cabo arenoso de la costa atlántica andaluza, situada en el extremo sur del municipio de San Fernando (Cádiz, España), formando la orilla sur de la playa de Camposoto, también conocida como playa del Castillo. La punta está flanqueada por el océano Atlántico, al oeste, y por el caño de Sancti Petri, el brazo de mar que separa el tómbolo arenoso que forman San Fernando y Cádiz de la península ibérica. Frente a la orilla del Boquerón se encuentran la playa de Sancti Petri, perteneciente a la vecina localidad de Chiclana de la Frontera, y el islote de Sancti Petri (el la que se encuentra el castillo del mismo nombre), que pertenece a San Fernando. 
El 7 de octubre de 2003 la Junta de Andalucía declaró la zona como monumento natural. En su superficie de 74 hectáreas, que constituye una línea de dunas vírgenes emergidas del Atlántico, se pueden encontrar restos de construcciones militares, que demuestran la importancia estratégica, desde el punto de vista militar, que tuvo esta zona. 

## Formación geológica

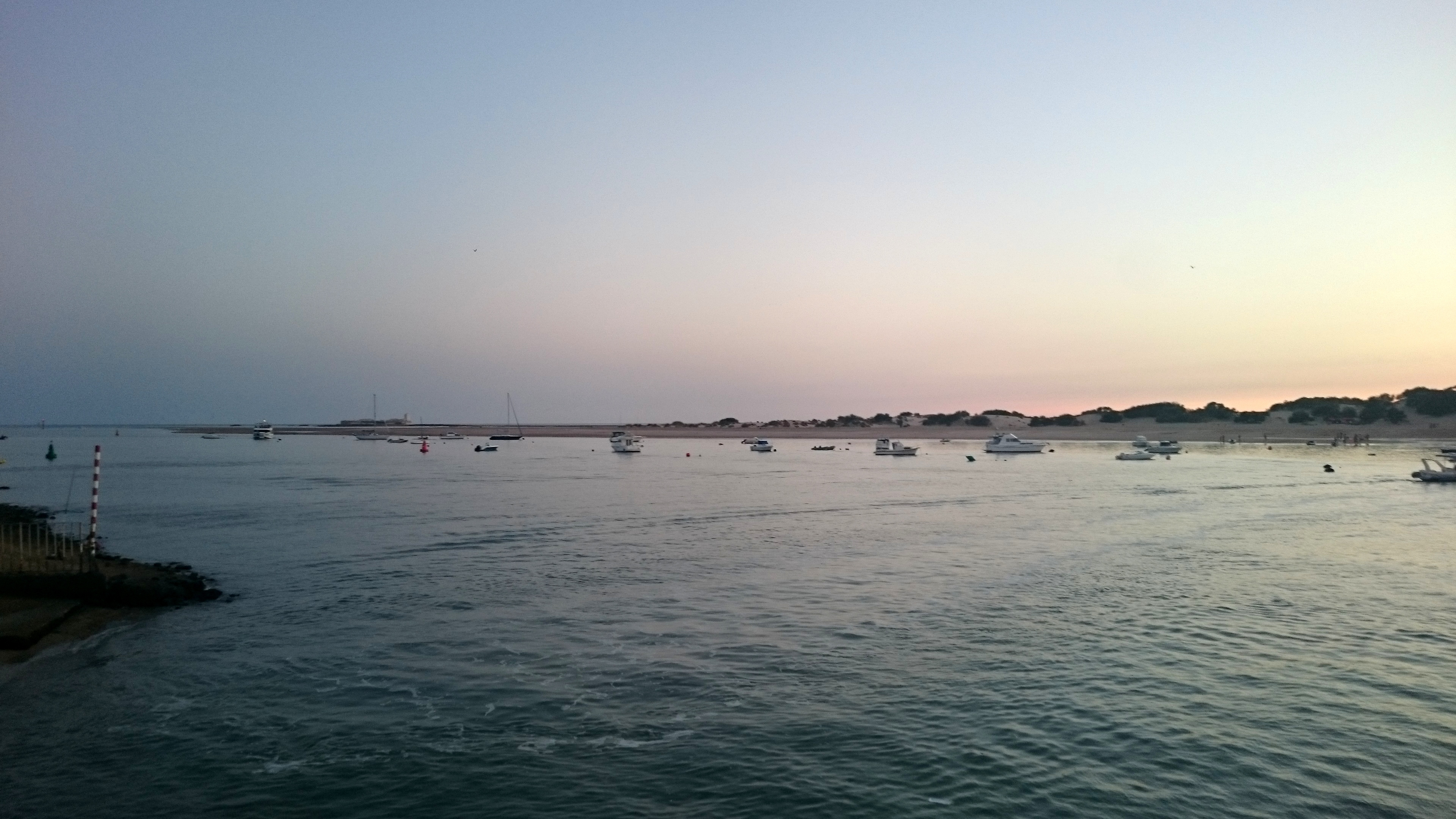
Punta desde el Poblado de Sancti Petri

La punta del Boquerón surge en las últimas etapas geológicas de la bahía de Cádiz, gracias a la sedimentación de materiales que rellenaron la zona del viejo estuario del Guadalete, cuando la bahía gaditana no era como es en la actualidad. Posteriormente, el oleaje formó la barrera, encerrando las marismas y acentuando su pérdida de profundidad. La posterior retirada del mar y el viento, que formó las dunas, terminaron de moldear el paisaje.

## Fortificaciones
En épocas pasadas, en especial durante la Edad Moderna, se construyeron una serie de fortificaciones y baluartes defensivos. Esto es explicable, ya que la punta del Boquerón era un lugar estratégico porque desde ella se podía defender la línea de costa que va desde la playa de la Barrosa hasta la playa de Camposoto. Por la importancia estratégica de la ciudad de Cádiz y al establecimiento de instituciones militares en San Fernando, esta región era objeto de numerosos asaltos y pillajes. Para evitar que las fuerzas enemigas penetraran en la bahía, se construyeron una serie de baterías (tres, las dos más importantes declaradas como Patrimonio Histórico) en la punta y también se edificó el castillo de Sancti Petri en el islote homónimo que se encuentra frente al Boquerón, y que protegían la entrada del Caño de Sancti Petri y el conjunto de caños llamados como Avenidas de Chiclana.

### Batería de Urrutia

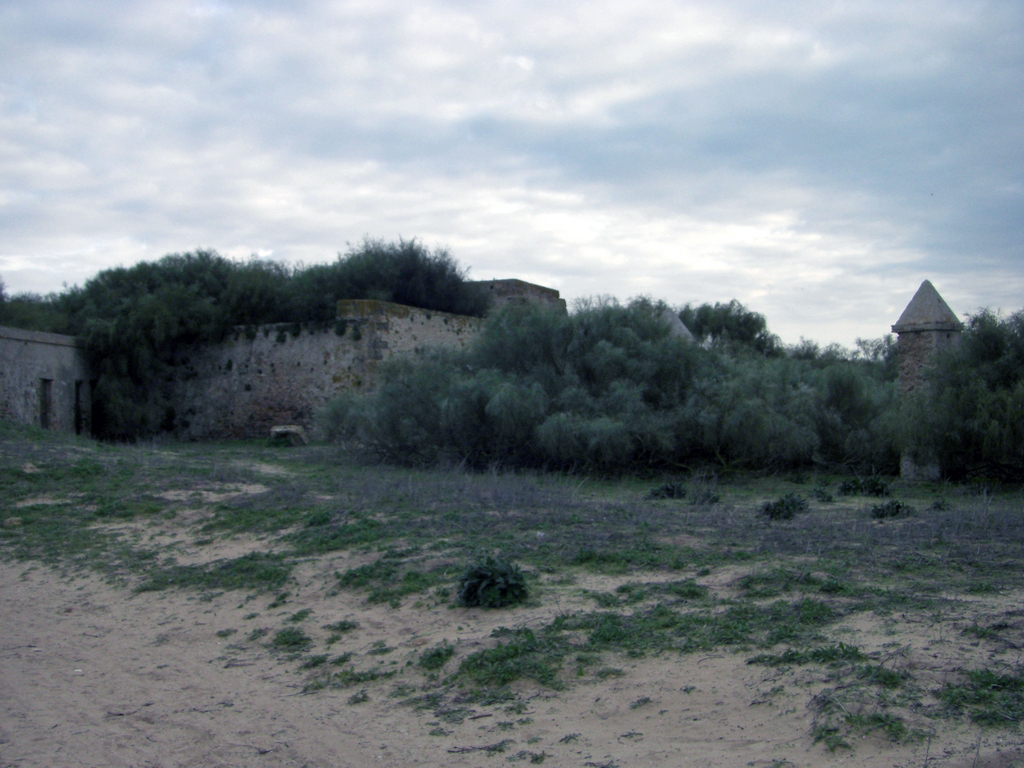
Batería de Urrutia

La batería de Urrutia es la principal batería defensiva de las que se construyeron en el siglo XVIII. Debe su nombre al general José de Urrutia y de las Casas, ingeniero militar. Fue utilizada durante el sitio de Cádiz, en la Guerra de Independencia Española, y especialmente a la llegada de los Cien Mil Hijos de San Luis (1823), contribuyendo a la caída del Trienio Liberal. Estaba artillada con nueve piezas de 24 y dos de 16. Es la mejor conservada y la de más fácil acceso. Protegida por la Ley sobre el Patrimonio Histórico Español, será rehabilitada en la primera fase del plan Almenasur.

### Batería de San Genís

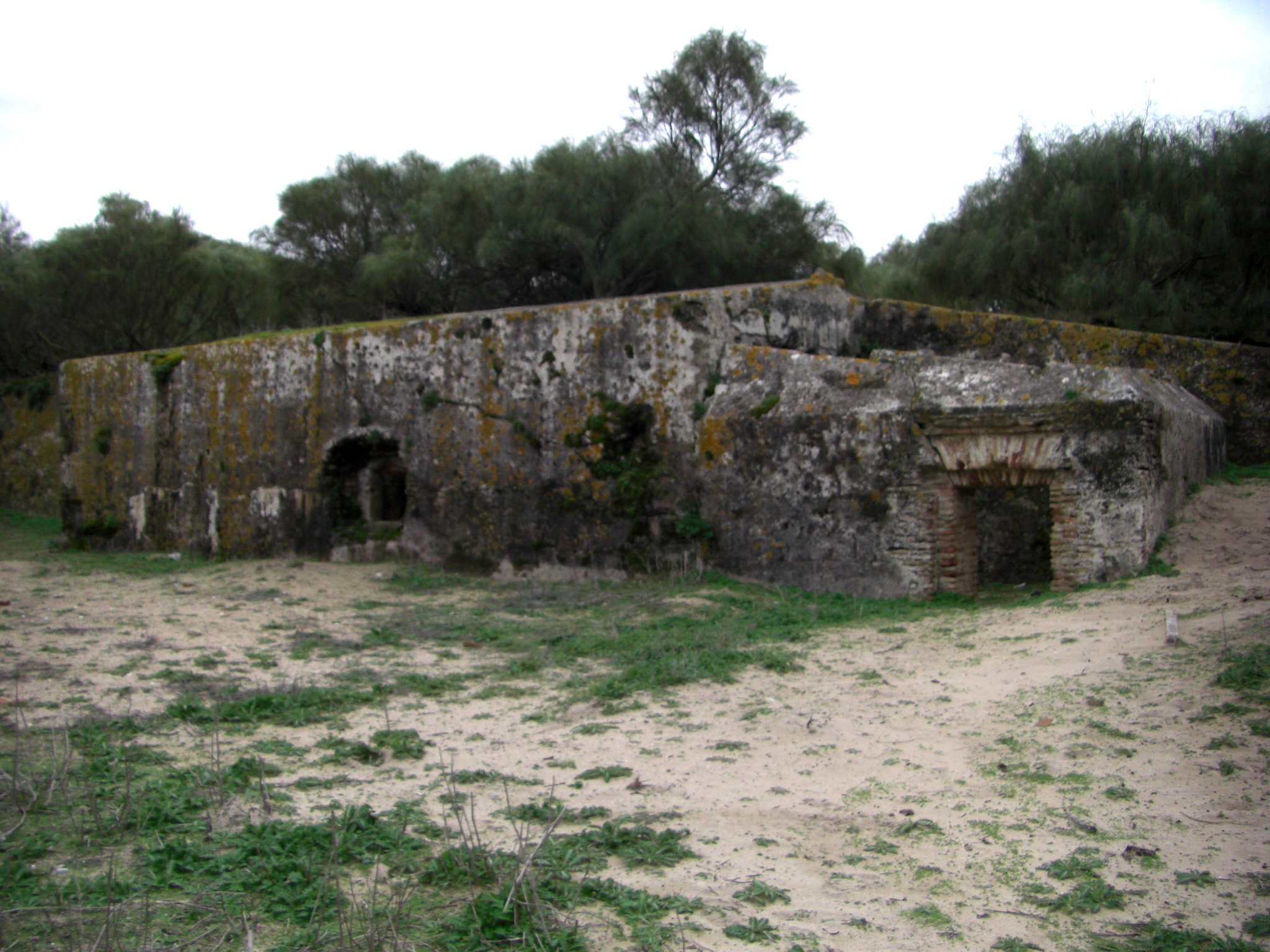
Batería de San Genís

La Batería de San Genís es la otra batería importante. Su nombre se debe al ingeniero militar Antonio Sangenís Torres. Estaba artillada con seis piezas de a 24, dos de a 16, cuatro obuses de a 9 y dos de a 7. Es la batería situada más al sur y a mayor altitud. Debido a que se encuentra más resguardada, su acceso es más difícil. Protegida por la Ley, será rehabilitada en la primera fase del plan municipal Almenasur.

### Batería de Aspiroz
La batería de Aspiroz es la menor de las tres baterías y la situada más caño adentro, y por tanto más al norte. Apenas se conservan restos, ya que se emplearon materiales de baja calidad, como sacos de arena y fango. Será rehabilitada en la segunda fase del plan Almenasur. 

### Castillo de Sancti Petri

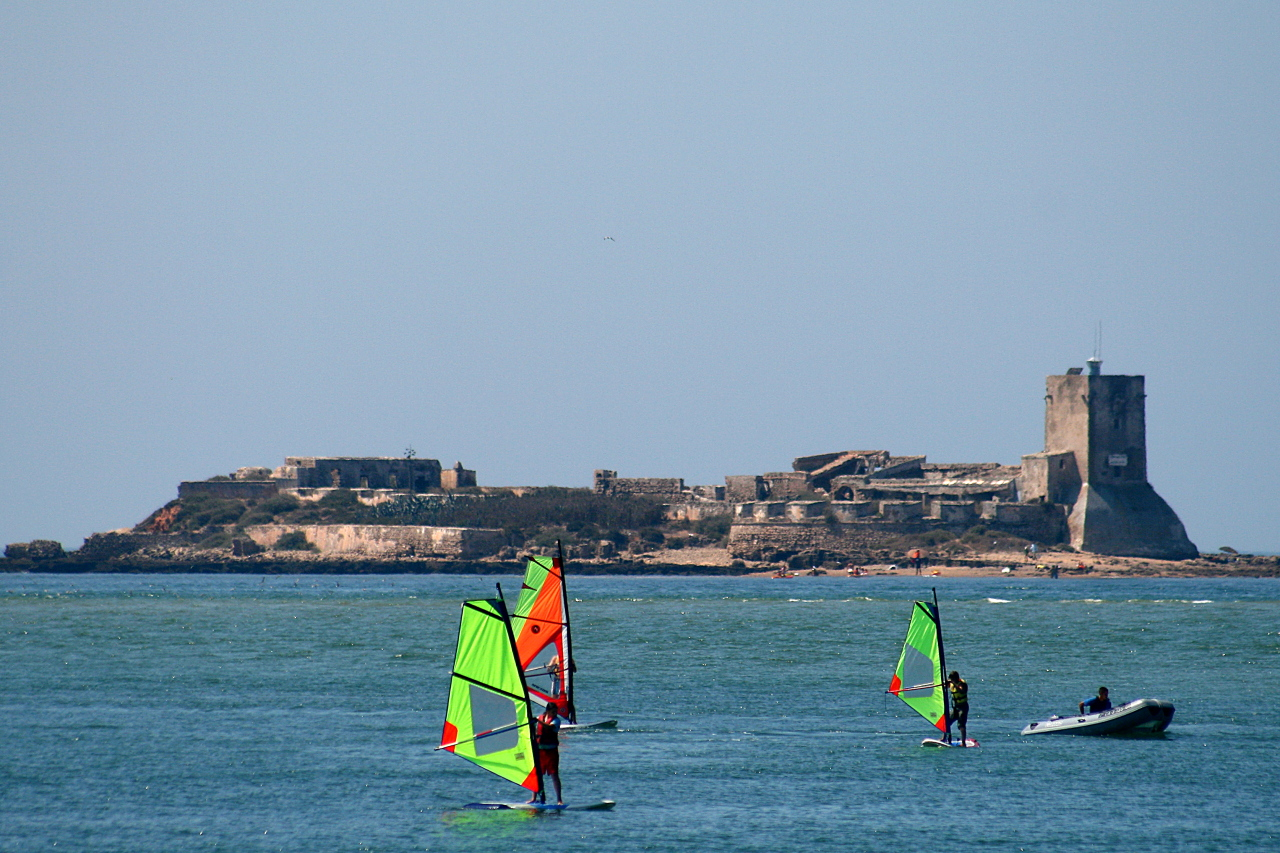
Castillo de Sancti Petri

El castillo de Sancti Petri está enclavado en el islote del mismo nombre, que dista tan solo un 1 km de la punta del Boquerón. Construido en 1717, es la principal construcción de todo el conjunto defensivo. En 1918 se instaló en la torre del homenaje un faro eléctrico. Su titularidad estuvo recientemente en disputa entre los municipios de Chiclana y San Fernando, consiguiendo este último su reconocimiento legal tras una sentencia de los tribunales.

### Búnkeres de Camposoto

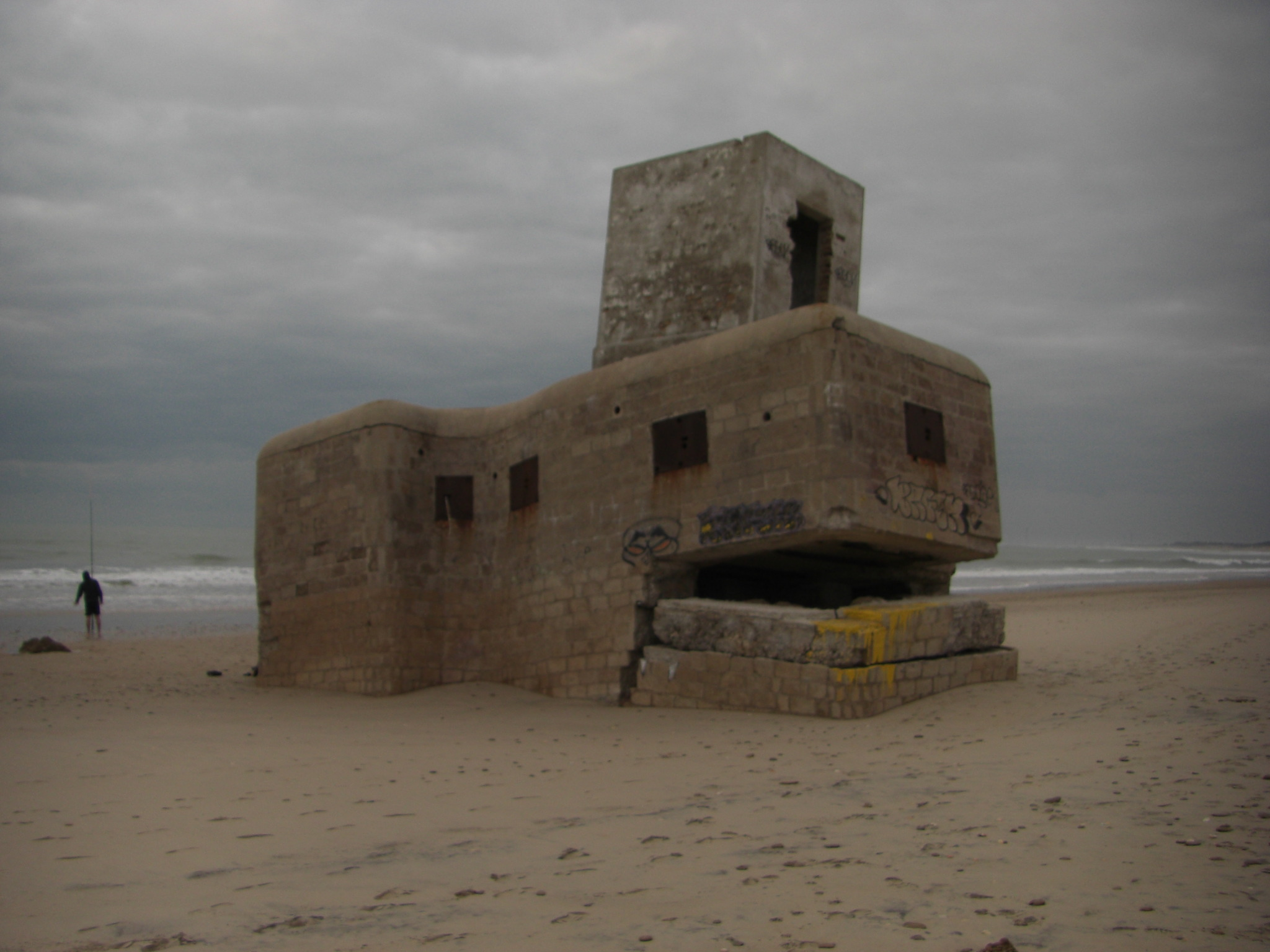
Búnker 2 de Camposoto

Existen dos búnkeres del siglo XX, el Búnker 1 y el Búnker 2, que sirvieron durante la guerra civil española y la Segunda Guerra Mundial.

## Medio natural
Este espacio posee un alto valor ecológico y paisajístico, en el que habitan numerosas especies avícolas (marinas, limícolas y paseriformes) y en el que se encuentra una gran variedad de flora.

### Fauna
En el monumento natural de la punta del Boquerón habitan numerosas especies animales, destacando las aves, aunque también conviven un gran número de peces, moluscos y cangrejos.

#### Aves
- Actitis hypoleucos (Andarríos Chico)
- Alauda arvensis (Alondra común)
- Alcedo atthis (Martín Pescador)
- Anas acuta (Ánade rabudo)
- Anas crecca (Cerceta común)
- Anas clypeata (Pato cuchara)
- Anas penelope (Silbón Europeo)
- Anas platyrhynchos (ánade azulón)
- Anas querquedula (cerceta carretona)
- Anas strepera (Ánade friso)
- Anthus pratensis (Bisbita común)
- Arenaria interpres (Vuelvepiedras común)
- Ardea cinerea (Garza real)
- Asio flammeus (Búho campestre)
- Bubulcus ibis (Garcilla Bueyera)
- Burhinus oedicnemus (Alcaraván)
- Branta leucopsis (Barnacla de cara blanca)
- Calandrella brachydactyla (Terrera común)
- Calandrella rufescens (Terrera marismeña)
- Calidris alba (Correlimos tridáctilo)
- Calidris alpina (Correlimos común)
- Calidris canutus (Correlimoa gordo)
- Calidris ferruginea (Correlimos zarapitín)
- Calidris maritima (Correlimos oscuro)
- Calidris minuta (Correlimos menudo)
- Carduelis carduelis (Jilguero)
- Charadrius alexandrinus (Chorlitejo Patinegro)
- Charadrius dubius (Chorlitejo chico)
- Charadrius hiaticula (Chorlitejo grande)
- Chlidonias hybrida (Fumarel cariblanco)
- Chlidonias niger (Fumarel común)
- Circus aeruginosus (Aguilucho lagunero)
- Ciconia ciconia (Cigüeña común)
- Ciconia nigra (cigüeña negra)
- Cisticola juncidis (Buitrón)
- Circus aeruginosus (Aguilucho lagunero)
- Delichon urbica (Avión común)
- Egretta alba (Garceta grande)
- Egretta garzetta (Garceta Común)
- Fulica atra (Focha común)
- Galerida cristata (Cogujada común)
- Gallinago gallinago (Agachadiza)
- Gallinula chloropus (Polla de agua)
- Gavia immer (Colimbo grande)
- Gelochelidon nilotica (Pagaza piconegra)
- Glareola pratincola (Canastera común)
- Haematopus ostralegus (Ostrero euroasiático)
- Himantopus himantopus (Cigüeñuela común)
- Hirundo rustica (Golondrina común)
- Hydrobates pelagicus (Paíño europeo)
- Lanius senator (Alcaudón común)
- Larus audouinii (Gaviota de Audouin)
- Larus cachinnans (Gaviota patiamarilla)
- Larus fuscus (Gaviota sombría)
- Larus genei (Gaviota picofina)
- Larus marinus (Gavión Atlántico)
- Larus melanocephalus (Gaviota cabecinegra)
- Larus minutus (Gaviota enana)
- Larus ridibundus (Gaviota reidora)
- Limosa lapponica (Aguja colipinta)
- Limosa limosa (Aguja colinegra)
- Limosa lapponica (Aguja colipinta)
- Lullula arborea (Totovia)
- Luscinia svecica (Pechiazul)
- Lymnocryptes minimus (Agachadiza chica)
- Melanocorypha calandra (Calandria)
- Melanitta nigra (Negrón común)
- Mergus serrator (Serreta mediana)
- Morus bassanus (Alcatraz atlántico)
- Motacilla alba (Lavandera blanca)
- Motacilla flava (Lavandera boyera)
- Netta rufina (Pato colorado)
- Numenius arquata (Zarapito real)
- Numenius phaeopus (Zarapito trinador)
- Oceanodroma leucorhoa (Paiño boreal)
- Pandion haliaetus (Águila Pescadora)
- Parus palustris (Carbonero palustre)
- Passer domesticus (Gorrión común)
- Phalacrocorax aristotelis (Cormorán moñudo)
- Phalacrocorax carbo (Cormorán grande)
- Phalaropus fulicarius (Falaropo Picogrueso)
- Philomachus pugnax (Combatiente)
- Phoenicopterus ruber (Flamenco)
- Platalea leucorodia (Espátula)
- Pluvialis apricaria (Chorlito dorado europeo)
- Pluvialis squatarola (Chorlito gris)
- Podiceps cristatus(Somormujo lavanco)
- Podiceps nigricollis (Zampullín cuellinegro)
- Porphyrio porphyrio (Calamón)
- Recurvirostra avosetta (Avoceta Común)
- Rissa tridactyla (Gaviota Tridáctila)
- Saxicola torquata (Tarabilla común)
- Sterna albifrons (Charrancito común)
- Sterna caspia (Pagaza piquirroja)
- Sterna hirundo (Charrán común)
- Sterna paradisaea (Charrán ártico)
- Sterna sandvicensis (Charrán patinegro)
- Sturnus unicolor (Estornino negro)
- Sturnus vulgaris (Estornino pinto)
- Sylvia atricapilla (Curruca capirotada)
- Sylvia conspicillata (Curruca tomillera)
- Sylvia melanocephala (curruca cabecinegra)
- Tachybaptus ruficollis (Zampullín chico)
- Tadorna tadorna (Tarro blanco)
- Tringa nebularia (Archibebe claro)
- Tringa erythropus (Archibebe oscuro)
- Tringa ochropus (Andarríos grande)
- Tringa stagnatilis (Archibebe fino)
- Tringa totanus (Archibebe Común)
- Vanellus vanellus (Avefría)

### Flora
La punta del Boquerón cuenta con una gran variedad de plantas, características del entorne marino, de marismas y dunas.

#### Vegetación de marismas
- Arthrocnemum macrostachyum
- Atriplex tornabenei
- Halimione portulacoides (Verdolaga marina)
- Inula crithmoides
- Limoniastrum monopetalum
- Salsola vermiculata
- Salicornia ramosissima
- Sarcocornia fruticosa
- Sarcocornia perennis
- Spartina densiflora
- Spartina maritima
- Suaeda vera

#### Vegetación del sistema dunar
- Ammophila arenaria (Barrón)
- Armeria pungens
- Artemisia crithmifolia
- Carex arenaria (Grama roja)
- Cistus albidus
- Crucianella maritima
- Echium gaditanum (Viborera marítima)
- Elymus farctus (Agropyrum junceum)
- Euphorbia paralias (Lechetrezna de mar)
- Eryngium maritimum (Cardo marino)
- Helichrysum picardii
- Juniperus oxycedrus subsp. macrocarpa (Enebro costero)
- Limonium emarginatum (Siempreviva marítima)
- Lotus creticus (Cuernecillo de mar)
- Malcolmia littorea (Alhelí de mar)
- Otanthus maritimus (Algodonosa)
- Pancratium maritimum (Nardo marino)
- Pinus pinea
- Polygonum maritimum (Correguela de mar)
- Vulpia fontquerana

### Senderismo
Este espacio es un lugar apropiado para practicar senderismo de tipo costero, debido en parte al clima, que permite la práctica de senderismo durante todo el año y en parte a la diversidad de flora, tanto en las marismas como en el sistema dunar, y de fauna. Existe un sendero señalizado, que cuenta con un recorrido de 2,5 kilómetros, que comienza en la última entrada de la Playa de Camposoto y finaliza en la Punta del Boquerón, en un trayecto paralelo al Caño de Sancti Petri y a las dunas de la playa. En el tramo final de su recorrido, el sendero atraviesa la Batería de Urrutia.